# Crevant-Laveine
Crevant-Laveine est une commune française, située dans le département du Puy-de-Dôme en région Auvergne-Rhône-Alpes.

## Géographie

### Localisation
| Luzillat    | Vinzelles       | Noalhat |
| Maringues   | Crevant-Laveine | Dorat   |
| Joze Culhat | Bulhon          | Orléat  |

### Climat
Pour des articles plus généraux, voir Climat d'Auvergne-Rhône-Alpes et Climat du Puy-de-Dôme.
En 2010, le climat de la commune est de type climat océanique dégradé des plaines du Centre et du Nord, selon une étude du Centre national de la recherche scientifique s'appuyant sur une série de données couvrant la période 1971-2000. En 2020, Météo-France publie une typologie des climats de la France métropolitaine dans laquelle la commune est exposée à un climat de montagne ou de marges de montagne et est dans la région climatique  Nord-est du Massif Central, caractérisée par une pluviométrie annuelle de 800 à 1 200 mm, bien répartie dans l’année. 
Pour la période 1971-2000, la température annuelle moyenne est de 11,2 °C, avec une amplitude thermique annuelle de 16,6 °C. Le cumul annuel moyen de précipitations est de 783 mm, avec 9,8 jours de précipitations en janvier et 7,7 jours en juillet. Pour la période 1991-2020, la température moyenne annuelle observée sur la station météorologique de Météo-France la plus proche, « Charmes_sapc », sur la commune de Charmes à 20 km à vol d'oiseau, est de 11,9 °C et le cumul annuel moyen de précipitations est de 675,4 mm,. Pour l'avenir, les paramètres climatiques de la commune estimés pour 2050 selon différents scénarios d'émission de gaz à effet de serre sont consultables sur un site dédié publié par Météo-France en novembre 2022.

## Urbanisme

### Typologie
Au 1er janvier 2024, Crevant-Laveine est catégorisée commune rurale à habitat dispersé, selon la nouvelle grille communale de densité à sept niveaux définie par l'Insee en 2022.
Elle est située hors unité urbaine. Par ailleurs la commune fait partie de l'aire d'attraction de Clermont-Ferrand, dont elle est une commune de la couronne,. Cette aire, qui regroupe 209 communes, est catégorisée dans les aires de 200 000 à moins de 700 000 habitants,.

### Occupation des sols
L'occupation des sols de la commune, telle qu'elle ressort de la base de données européenne d’occupation biophysique des sols Corine Land Cover (CLC), est marquée par l'importance des territoires agricoles (78,7 % en 2018), en diminution par rapport à 1990 (81,5 %). La répartition détaillée en 2018 est la suivante : 
zones agricoles hétérogènes (42,7 %), prairies (28,9 %), forêts (19 %), terres arables (7 %), zones urbanisées (2,4 %). L'évolution de l’occupation des sols de la commune et de ses infrastructures peut être observée sur les différentes représentations cartographiques du territoire : la carte de Cassini (XVIIIe siècle), la carte d'état-major (1820-1866) et les cartes ou photos aériennes de l'IGN pour la période actuelle (1950 à aujourd'hui).

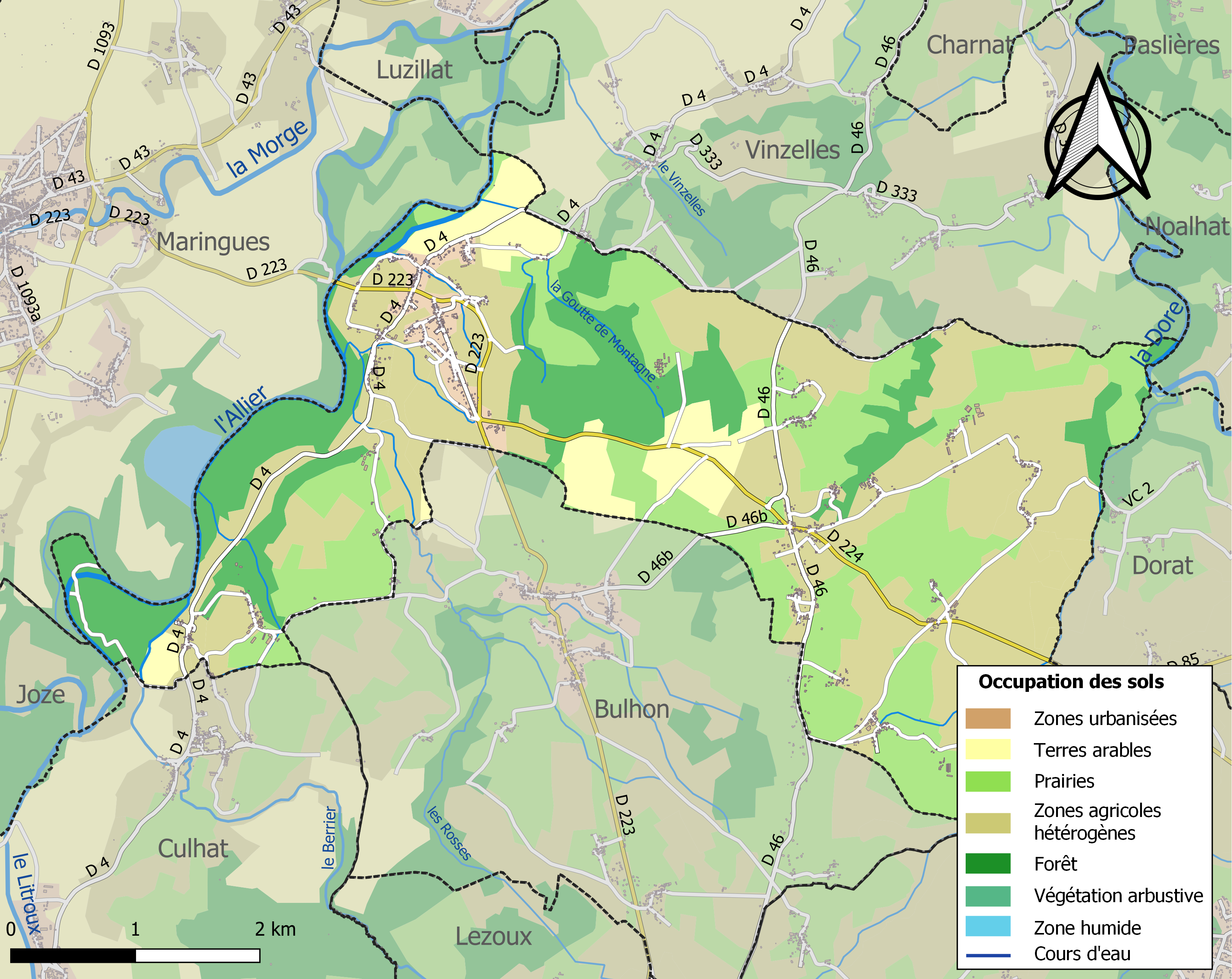
Carte des infrastructures et de l'occupation des sols de la commune en 2018 (CLC).

## Politique et administration

### Liste des maires
| Période                                  | Période                    | Identité            | Étiquette | Qualité  |
| ---------------------------------------- | -------------------------- | ------------------- | --------- | -------- |
| Les données manquantes sont à compléter. |                            |                     |           |          |
| mars 2001                                | mars 2014                  | Roger Masternak     |           |          |
| mars 2014                                | mai 2020                   | Didier Matras       |           |          |
| mai 2020                                 | En cours (au 10 août 2020) | Agnès Tartry-Lavest |           | Greffier |

## Population et société

### Démographie
L'évolution du nombre d'habitants est connue à travers les recensements de la population effectués dans la commune depuis 1793. Pour les communes de moins de 10 000 habitants, une enquête de recensement portant sur toute la population est réalisée tous les cinq ans, les populations de référence des années intermédiaires étant quant à elles estimées par interpolation ou extrapolation. Pour la commune, le premier recensement exhaustif entrant dans le cadre du nouveau dispositif a été réalisé en 2007.

En 2022, la commune comptait 964 habitants, en évolution de −0,52 % par rapport à 2016 (Puy-de-Dôme : +2,1 %, France hors Mayotte : +2,11 %).
| 1793  | 1800 | 1806 | 1821  | 1831  | 1836  | 1841  | 1846  | 1851  |
| ----- | ---- | ---- | ----- | ----- | ----- | ----- | ----- | ----- |
| 1 014 | 965  | 991  | 1 047 | 1 149 | 1 248 | 1 236 | 1 322 | 1 262 |

| 1856  | 1861  | 1866  | 1872  | 1876  | 1881  | 1886  | 1891  | 1896  |
| ----- | ----- | ----- | ----- | ----- | ----- | ----- | ----- | ----- |
| 1 200 | 1 157 | 1 240 | 1 205 | 1 249 | 1 185 | 1 216 | 1 158 | 1 164 |

| 1901  | 1906  | 1911  | 1921 | 1926 | 1931 | 1936 | 1946 | 1954 |
| ----- | ----- | ----- | ---- | ---- | ---- | ---- | ---- | ---- |
| 1 159 | 1 124 | 1 029 | 905  | 890  | 912  | 808  | 728  | 659  |

| 1962 | 1968 | 1975 | 1982 | 1990 | 1999 | 2006 | 2007 | 2012 |
| ---- | ---- | ---- | ---- | ---- | ---- | ---- | ---- | ---- |
| 657  | 662  | 689  | 713  | 764  | 828  | 921  | 932  | 958  |

| 2017 | 2022 | - | - | - | - | - | - | - |
| ---- | ---- | - | - | - | - | - | - | - |
| 967  | 964  | - | - | - | - | - | - | - |

## Culture locale et patrimoine

### Lieux et monuments
- Château de Montagne, parc par les architectes paysagistes, François-Marie Treyve et Joseph Marie.
- Château de la Terrasse, construit de 1787 à 1790, par l'architecte Claude-François-Marie Attiret pour Antoine Sablon du Corail (1762-1793) un proche du comte d'Artois, qui s'inspira de Bagatelle pour ériger ce château qui correspond plus au genre de la "folie". Il se présente sur un plan massé à deux étages sur sous-sol, couvert d'un toit plat. Les éléments prévus pour coronner les murs (balustrades, sculptures) ne furent pas réalisés, peut-être à cause de l'interruption du chantier par la Révolution. Le traitement des deux avant-corps, assez original, n'est pas sans rappeler Ledoux. Le dôme fut rajouté au XIXe siècle[19].

### Personnalités liées à la commune
- Patrick Depailler : pilote de Formule 1 (° Clermont-Ferrand 9 août 1944, † Hockenheim (Allemagne) 1er août 1980) est inhumé dans le cimetière de la commune.

## Archives
- Registres paroissiaux et d'état civil depuis :
- Dépouillements généalogiques :
- Délibérations municipales depuis :